# بهزاد عمرانی
بهزاد عمرانی (زادهٔ ۲۰ شهریور ۱۳۶۴ در تهران) خواننده، ترانه‌سرا، نوازنده، بازیگر و پادکست‌ساز ایرانی است. او بنیان‌گذار و خوانندهٔ اصلی گروه موسیقی بُمرانی است و از سال ۱۳۸۷ تاکنون به‌عنوان خواننده، ترانه‌سرا، نوازنده و آهنگساز در این گروه فعالیت دارد.

بهزاد عمرانی در کنسرت گروه بمرانی

او از دوران مدرسه به هنرهای تجسمی علاقه داشت و در هنرستان در رشتهٔ گرافیک تحصیل کرد. پس از دریافت مدرک کاردانی، از ادامهٔ تحصیل در دانشگاه انصراف داد و فعالیت خود را در زمینهٔ موسیقی آغاز کرد. پیش از تشکیل گروه بُمرانی، یک آلبوم موسیقی با حمیدرضا بهزادیان تولید کرد. پس از آن، با دوستانش مانی مزکی و جهانیار قربانی گروه موسیقی بُمرانی را رسماً راه‌اندازی کرد و سپس آرش عمرانی، کیارش عمرانی و سالار اصغری نیز به گروه پیوستند. گروه بُمرانی از سال ۱۳۸۷ تاکنون به‌طور مداوم فعال است.
عمرانی در کنار موسیقی، در زمینه‌های گرافیک، نقاشی، عکاسی، بازیگری، پادکست‌سازی و ساخت آثار هنری با متریال‌های قدیمی نیز فعالیت می‌کند. در سال ۱۴۰۲، پادکست «رختکن بازنده‌ها» را با تهیه‌کنندگی سیاوش صفاریان‌پور طراحی و اجرا کرد که با استقبال زیادی روبه‌رو شد.
• خواننده، ترانه‌سرا، نوازنده و آهنگساز گروه بُمرانی (۱۳۸۷ تاکنون)
• خوانندگی و نوازندگی در فیلم «بی‌نامی» (کارگردان: علیرضا صمدی – ۱۳۹۵)
• آهنگسازی تیتراژ فیلم «خواب‌زده‌ها» (کارگردان: فریدون جیرانی – ۱۳۹۲)
• خوانندگی در انیمیشن «ژولیت و شاه» (کارگردان: اشکان رهگذر – ۱۴۰۰)
• خوانندگی و نوازندگی در سریال «مگه تموم عمر چندتا بهاره» (کارگردان: سروش صحت – ۱۴۰۰–۱۴۰۱)
• صداپیشگی و آهنگسازی در سریال عروسکی «مجتمع مسکونی کلیله و دمنه» (کارگردان: مرضیه برومند – ۱۴۰۰–۱۴۰۱)
• نوازندگی و آهنگسازی برای نمایش «کانگورو» (کارگردان: علیرضا اولیایی – ۱۳۹۱)
• نوازندگی و آهنگسازی برای نمایش «بام تهران» (کارگردان: سیامک صفری – ۱۳۹۱)
• «خشم و هیاهو» (کارگردان: هومن سیدی – ۱۳۹۴)
• «بی‌نامی» (کارگردان: علیرضا صمدی – ۱۳۹۵)
• «نیمه تاریک ماه» (کارگردان: داوود بنی‌اردلان – ۱۳۹۸)
• «ننه‌دلاور، بیرون پشت در» (کارگردان: سجاد افشاریان)
• «دیو و دلبر» (در نقش ساعت – کارگردان: ماهان حیدری)
• «کانگورو» (نوازنده و بازیگر – ۱۳۹۱)
• «بام تهران» (نوازنده – ۱۳۹۱)
• طراح و مجری پادکست «رختکن بازنده‌ها» (تهیه‌کننده: سیاوش صفاریان‌پور – آغاز: ۱۴۰۲)
• طراحی و ساخت آباژورهای دست‌ساز با استفاده از متریال‌های قدیمی و فرسوده
• برگزاری نمایشگاه آثار در همکاری با فروشگاه مفهومی «آستین»
• تقدیر در جشنواره موسیقی فجر برای آلبوم «سیزده‌چهل» گروه بُمرانی – ۱۳۹۹
• دیپلم افتخار بهترین خواننده پاپ/تلفیقی در جشنواره موسیقی فجر – ۱۴۰۰
• برنده بهترین پادکست فارسی (بخش آرای مردمی) برای «رختکن بازنده‌ها» – جشنواره ملی پادکست فارسی – ۱۴۰۳